# Actinidia zhejiangensis
Actinidia zhejiangensis är en tvåhjärtbladig växtart som beskrevs av Chou Fen g Liang. Actinidia zhejiangensis ingår i släktet aktinidiasläktet, och familjen Actinidiaceae. Inga underarter finns listade i Catalogue of Life.